# Belanova
Belanova – meksykański zespół tworzący muzykę synth pop założony w 2000 roku w Guadalajarze. W skład grupy wchodzą Denisse Guerrero – wokal, Edgar Huerta – klawisze oraz Ricardo Arreola – gitara basowa.
Cała trójka poznała się w barze w Guadalajarze. Zespół zadebiutował w 2003 roku płytą Cocktail, którą promował singiel Tus Ojos. 21 czerwca 2005 w Meksyku pojawiła się ich druga płyta Dulce Beat, a trzy single Me Pregunto, Por Ti i Rosa Pastel szybko podbijały meksykańskie listy przebojów. Teledysk Por Ti utrzymywał się na pierwszym miejscu MTV Mexico's Top 20 przez 29 tygodni. Ich ostatni album Fantasía Pop trafił do sklepów w Meksyku 10 września 2007 roku. Single z tego albumu to Baila Mi Corazon, Cada Que... i One, Two, Three, Go! (promocja tego singla zaczęła się latem 2008).

## Dyskografia
- Cocktail (2003)

1. Barco de Papel – 4:50
2. Aún Asi Te Vas – 4:13
3. What A Shame – 5:03
4. Fragilidad – 3:44
5. Tranquilo – 3:55
6. Y... – 4:00
7. Apaga la Luz – 4:00
8. Tus Ojos – 3:03
9. Suele Pasar – 3:08
10. Arena – 7:07

- Dulce Beat (2005)

1. Niño – 3:29
2. Rosa pastel – 3:06
3. Soñar – 3:52
4. Mírame – 3:04
5. Miedo – 3:33
6. Escena Final – 3:25
7. Por Ti – 3:35
8. Tal Vez – 2:58
9. Me Pregunto – 3:06
10. Sexy – 3:04
11. Te Quedas o Te Vas – 3:42

- Fantasía Pop (2007)

1. Baila Mi Corazón – 3:36
2. One, Two, Three, Go! (1, 2, 3, Go!) – 2:45
3. Por Esta Vez – 3:19
4. Rockstar – 3:06
5. Paso El Tiempo – 3:27
6. Vestida de Azul – 3:36
7. Cada Que... – 3:44
8. Aún – 3:16
9. Bye Bye – 2:24
10. Toma Mi Mano – 2:33
11. Dulce Fantasía – 3:23

## Nagrody
Zespół był wielokrotnie nominowany w wielu kategoriach podczas gali MTV Latinoamérica Awards i Grammy Latino Awards. W 2006 roku wygrali nagrodę w kategorii Mejor Artista Norte podczas Premios MTV Latinoamérica. W 2008 roku ich album Fantasía Pop zdobył nagrodę Grammy Latino w kategorii Mejor Album Vocal Pop Dúo O Grupo. Zwyciężyli również w kategoriach Mejor Artista Norte oraz Video del Año z piosenką One, Two, Three, Go! podczas gali MTV Latinoamérica. Na początku 2008 roku Balanova została uznana za Najlepszy Nowy Zespół przez Yahoo Spain.